# Panchlora peruana
Panchlora peruana es una especie de cucaracha del género Panchlora, familia Blaberidae. Fue descrita científicamente por Saussure en 1864.

## Distribución
Habita en Ecuador, Perú y Brasil.